# L'incroyable vérité
L'incroyable vérité è il primo album in studio del cantante francese Sébastien Tellier, pubblicato nel 2001.

## Tracce
1. Oh malheur chez O'Malley
2. Kazoo III
3. Universe
4. Trilogie chien: L'enfance d'un chien
5. Trilogie chien: Une vie de papa
6. Trilogie chien: Fin chien
7. Grec
8. Kissed by you
9. Fantino
10. Trilogie femme
  - Vierges
  - Une vraie maman
  - Face au miroir
11. Black douleur